# Catedral de Uppsala
Catedral de Uppsala (em sueco:  Uppsala domkyrka;  PRONÚNCIA) ou Upsália  é uma catedral gótica situada no centro da cidade de Uppsala, na Suécia. A sua construção remonta ao fim do século XIII. Alcançando uma altura de 118,7 metros, constitui a construção religiosa mais alta da Escandinávia. Tendo sido originalmente usada para coroações dos reis da Suécia, é atualmente um santuário da Igreja da Suécia, sede da Arquidiocese de Uppsala, e igreja paroquial.

## História
A construção da catedral teve início em 1287, após o arcebispado ter sido transferido da Velha Uppsala (Gamla Uppsala), tendo levado mais de um século a concluir. Na altura da inauguração, em 1435, pelo arcebispo Olavo Laurêncio, ainda não estava completamente concluída. Foi dedicada a São Lourenço (em sueco: Sankt Lars), um santo muito venerado na Suécia naquela época, a São Érico, padroeiro do país (embora nunca tenha sido canonizado pelo papa), e Santo Olavo, padroeiro da Noruega. Foi completada nas décadas seguintes.

## Arquitetura

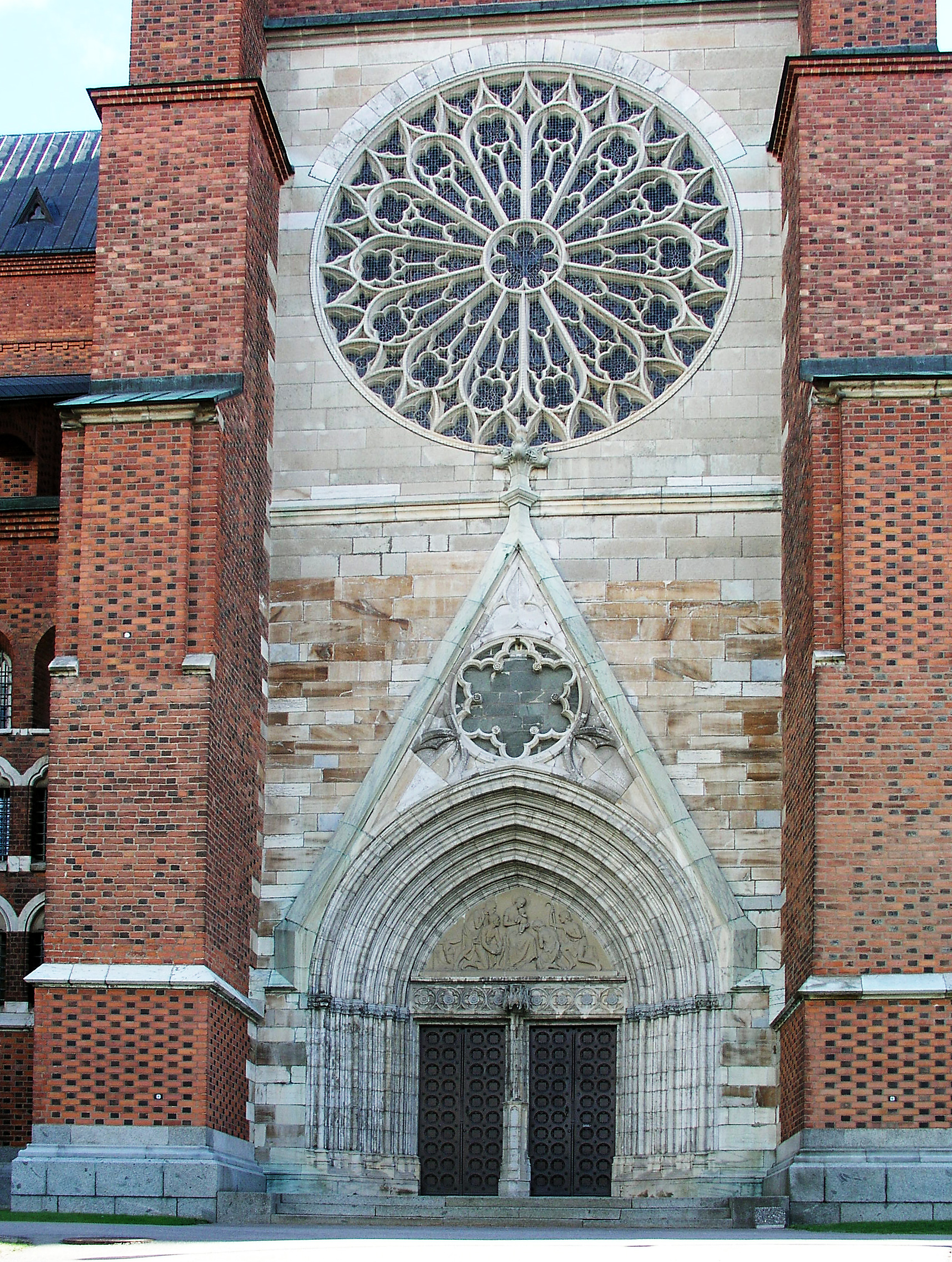
Portal do transepto norte com rosácea

A catedral é a igreja mais alta da Escandinávia. Sua altura de 118,7 metros é a mesma que seu comprimento, enquanto mede 45 metros de largura. A altura no interior é de 27 metros. Ela foi projetada no estilo gótico por mestres de obras franceses, incluindo Étienne de Bonneuil. Construído no alto de uma cordilheira a sudoeste do rio Firis, o planejamento inicial era de uma cruz latina numa basílica de três naves (uma nave central flanqueada por duas laterais) com transeptos de um único corredor e uma capela-mor de quatro presbitérios com um deambulatório rodeado por cinco capelas. A nave de sete presbitérios é cercada por altares em ambos os lados. Começando com o extremo leste da igreja e as capelas em torno da capela-mor, a maior parte da estrutura foi construída entre 1270 e 1420, mas a extremidade oeste da nave foi concluída apenas em meados do século X, enquanto as torres demoravam décadas para serem concluídas. O material principal é o tijolo vermelho, mas a catedral foi construída sobre uma fundação de pedra, bem como os pilares da capela-mor e muitos dos detalhes são de calcários de Gotalândia. (Os pilares da nave eram originalmente de tijolo, mas foram substituídos por calcário como parte de um processo de restauração realizado por Helgo Zettervall de 1885 a 1893).
As torres gêmeas no extremo oeste da igreja foram mencionadas pela primeira vez em 1563. Após um incêndio em 1572, várias adições ao interior e exterior da catedral foram feitas sob a liderança de Franciscus Pahr, conhecido por seu trabalho em castelos. A torre e pináculos que podem ser vistos em desenhos mais antigos foram adicionados, bem como os primeiros pináculos nas torres ocidentais que foram projetados por Antonius Watz. Na década de 1690, Nicodemus Tessin projetou uma nova capela funerária a leste do transepto sul, a mais significativa alteração ao plano da catedral desde a Idade Média. No exterior, seu estilo respeitava as tradições da arquitetura medieval com altos vidrais góticos, mas o interior era decorado no estilo barroco clássico de Tessin.

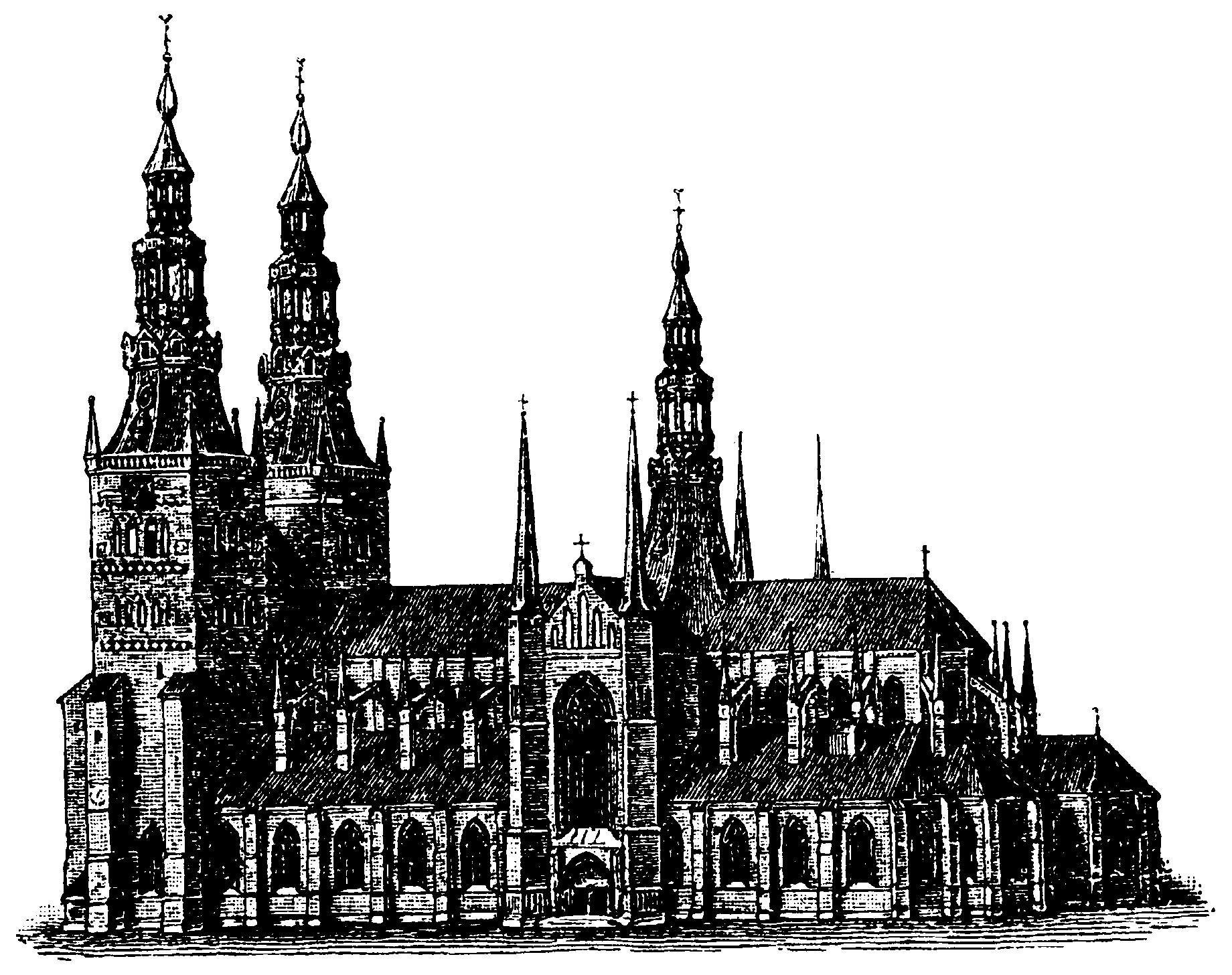
A catedral no século XVII

No século XVII, as torres foram redesenhadas no estilo renascentista neerlandês, mas após o incêndio grave de 1702 foram temporariamente substituídas por baixos topos de madeira. Ao mesmo tempo, os contrafortes foram removidos, dando à catedral a aparência bastante simples transmitida pelas imagens do período. Somente em 1740 foram instaladas torres de cobre projetadas por Carl Hårleman, enquanto realizava um trabalho significativo na fachada oeste. As torres atuais foram projetadas por Helgo Zettervall, que as reconstruiu completamente na década de 1880, aumentando substancialmente suas alturas. Após um grave incêndio em 1702, os contrafortes originais foram removidos e um teto mais alto implementado.

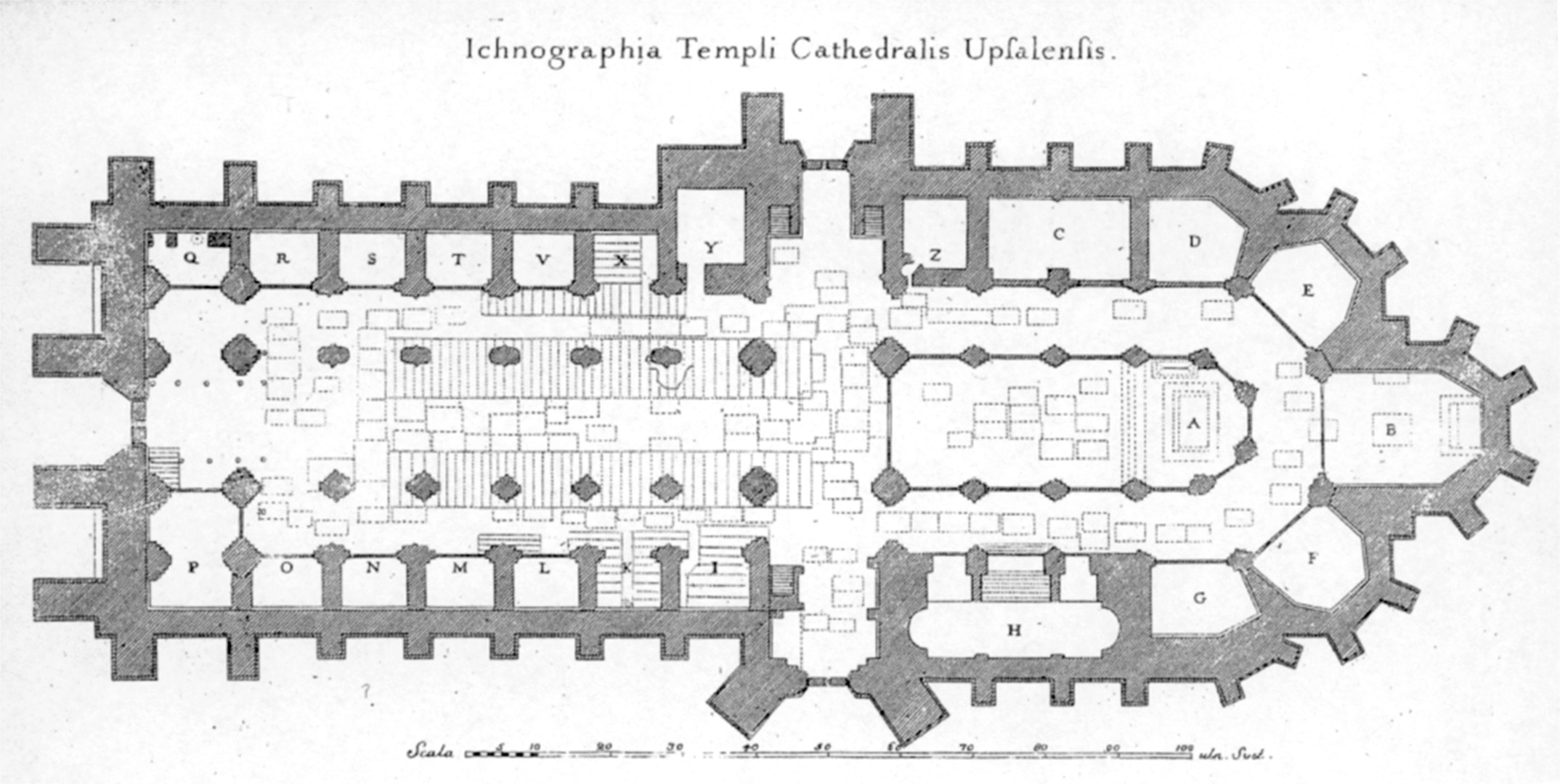
Plano original (1770)

Embora a catedral tenha sido projetada por arquitetos franceses, ela exibe uma série de diferenças em relação às catedrais do norte da França. Acima de tudo, é essencialmente construída de tijolos e não de pedras. O tijolo poderia ser facilmente produzido em áreas locais, enquanto que as pedras deveriam ser importadas das pedreiras distantes de Gotalândia. Como tijolos e argamassa não são tão fortes como a pedra, as paredes tinham que ser mais espessas, embora os pilares necessários para sustentar o teto abobadado da capela-mor fossem feitos de calcário (os pilares da nave eram de tijolos). O portal do transepto norte também é construído em calcário já que era necessário para sustentar a rosácea que, por sua vez, também estruturada no próprio calcário. Enquanto a capela-mor e o transepto são desenhos típicos francês, a nave que foi construída um pouco mais tarde exibe também características alemãs e suecas. Construída em 1330, a rosácea sobre o portal nordeste ainda é inteiramente francesa. Nicolau de Vesteros, o sueco que dirigiu o trabalho na nave a partir da década de 1360, parece ter modificado ligeiramente os planos originais, acrescentando confessionários laterais e incluindo algumas características de origem alemã. No entanto, as abóbadas de arestas foram instaladas, em vez de abóbadas em forma de estrela, que eram mais comuns na época. O trabalho na extremidade ocidental do edifício começou em 1431 com a construção do portal oeste que foi influenciado pelo estilo da Abadia de Vadstena. As torres, no entanto, ainda exibiam características típicas da arquitetura francesa do século XIII, indicando que os planos originais ainda estavam em uso na época. No geral, apesar de pequenas diferenças, esta catedral ainda reflete o estilo das catedrais do século XIII do norte da França.

## Sepultamentos

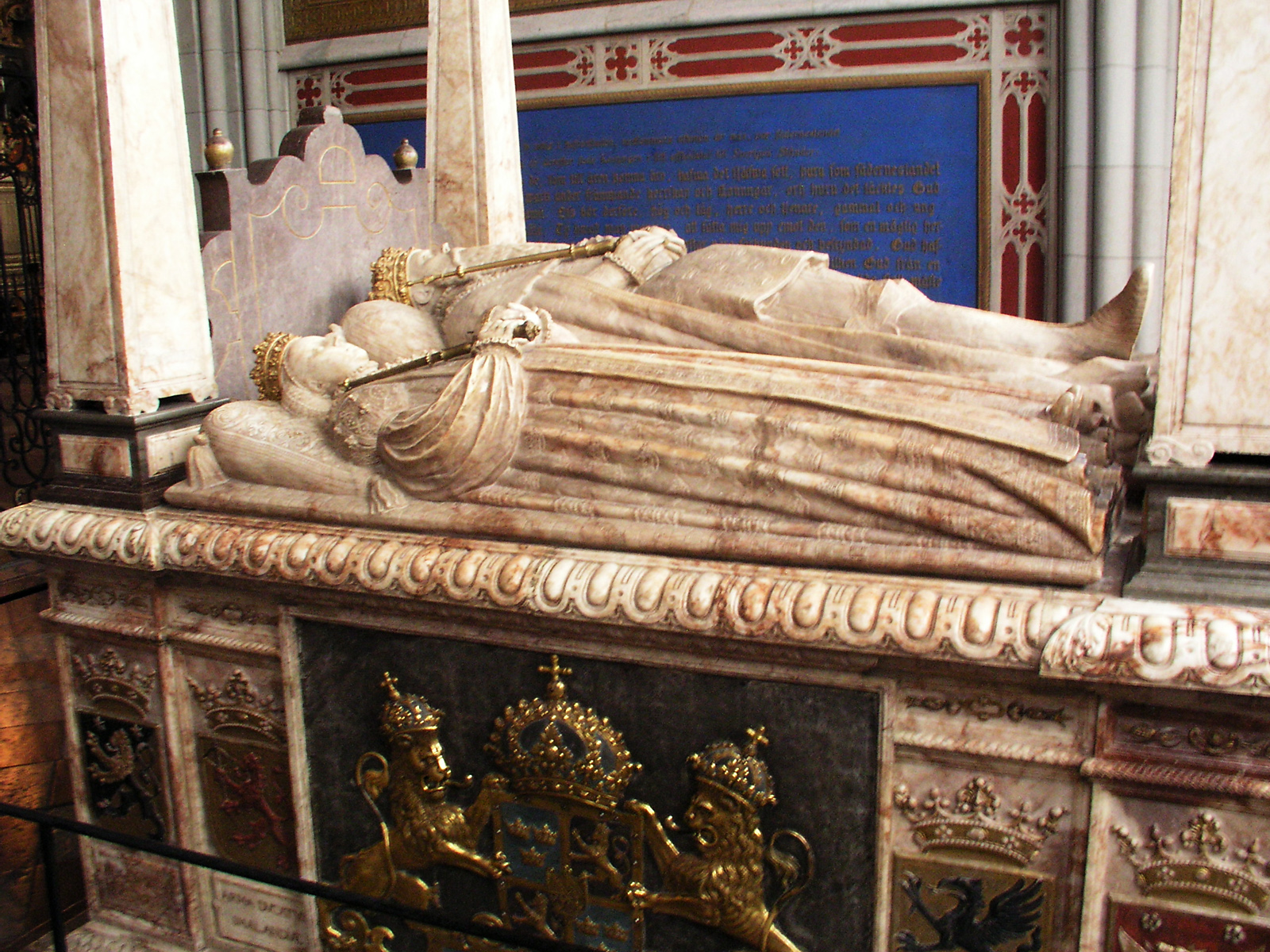
Tumba do rei Gustav Vasa e suas consortes

Diversos monarcas suecos e outras pessoas notáveis foram sepultadas no interior da catedral: 
- Gustavo I da Suécia, rei da Suécia do século XVI. Quase uma década antes de sua morte, ele expressou o desejo de ser sepultado na catedral. Está sepultado com suas três mulheres, embora apenas duas sejam retratadas no sarcófago projetado por Willem Boy. O rei e suas mulheres estão sepultados na antiga Capela da Virgem Maria.[16] A única indicação restante da intenção original da capela são as estrelas pintadas de amarelo contra um fundo azul em seu teto abobadado, símbolos de Santa Maria na tradição católica.
- João III da Suécia (morreu em 1592), o segundo filho de Gustavo I da Suécia e sua segunda mulher, Gunila Bielke, também estão sepultados na Capela da Virgem Maria. Sua primeira mulher, Catarina Jagelão, da Polônia, tem uma capela funerária própria no lado norte da capela-mor.[16]
- Princesa Elizabeth da Suécia (morreu em 1597), a filha mais nova de Gustavo I da Suécia, está sepultada na Capela Finsta adjacente à Capela da Virgem Maria.[16]
- Os nobres Svante Sture (1517–1567) e seus filhos Nils Svantesson Sture (1543–1567) e Erik (1546–1567), que foram mortos por Érico XIV da Suécia no Assassinato dos Sture, estão sepultados na Capela Sture. As roupas que eles vestiam no momento da morte estão expostas no Treasury Museum.[17][18]
- Lineu (1707–1778), botânico do século XVIII e professor da Universidade de Uppsala, tem um memorial projetado por Tobias Sergel ao lado da Capela da Memória.
- Olof Rudbeck, polímata sueco e um dos descobridores do sistema linfático.
- Emanuel Swedenborg, cientista e místico do século XVIII. Ele não foi originalmente enterrado aqui, sendo seus restos mortais transportados da Inglaterra para Uppsala em 1908.[19]
- Nathan Söderblom (1866–1931), arcebispo de Uppsala e ganhador do Nobel da Paz. Seu túmulo fica ao pé da escada do altar-mor.[17]
- Érico IX da Suécia, rei do século XII e santo nacional, cujas relíquias estão na Capela Finsta.
- Laurentius Petri (1499–1573), o primeiro arcebispo luterano da Suécia, sepultado ao pé dos degraus do altar.[17]
- Relíquias de Brígida Birgersdotter da Suécia (Santa Brígida) (1303–1373), colocadas em um santuário na Capela Finsta inspiradas nas roupas da Ordem de Santa Brígida.[20]
- Folke Johansson Ängel, arcebispo de Uppsala (1267–1277)

### Memorial Dag Hammarskjöld
Na catedral há um pequeno memorial a Dag Hammarskjöld, secretário-geral das Nações Unidas, que recebeu postumamente o Nobel da Paz. Uma pedra porta a inscrição:

Icke jag
utan Gud i mig
Dag Hammarskjöld 1905 – 1961
Em tradução para o português: "Não eu, mas Deus em mim".